# Grosses Walsertal
La Grosses Walsertal o Großwalsertal (Grande Valle dei Walser) è una valle austriaca di alta montagna che si trova nello stato federato del Vorarlberg. Si snoda lateralmente dalla valle Walgau, estendendosi da nord fino al centro montuoso della regione. La parte finale confina con la Bregenzerwald (Foresta di Bregenz). La Grosses Walsertal è nota soprattutto per l'omonima riserva della biosfera UNESCO.

## Origine del nome
Il nome della valle deriva dai Walser che vi si trasferirono dal Vallese (tedesco: Wallis) nel XIII secolo (vedi anche Kleinwalsertal).

## Geografia

Panorama di Blons e della Grande Valle Walser (vista dal Raggal) nel novembre 2011.

La Großwalsertal si trova nelle Alpi Nord-orientali, tra i sottogruppi delle Prealpi di Bregenz (a nord) e dei Monti delle Lechquellen (a sud e a est).
Il fiume Lutz scorre attraverso la valle che è lunga circa 25 km.

## Storia

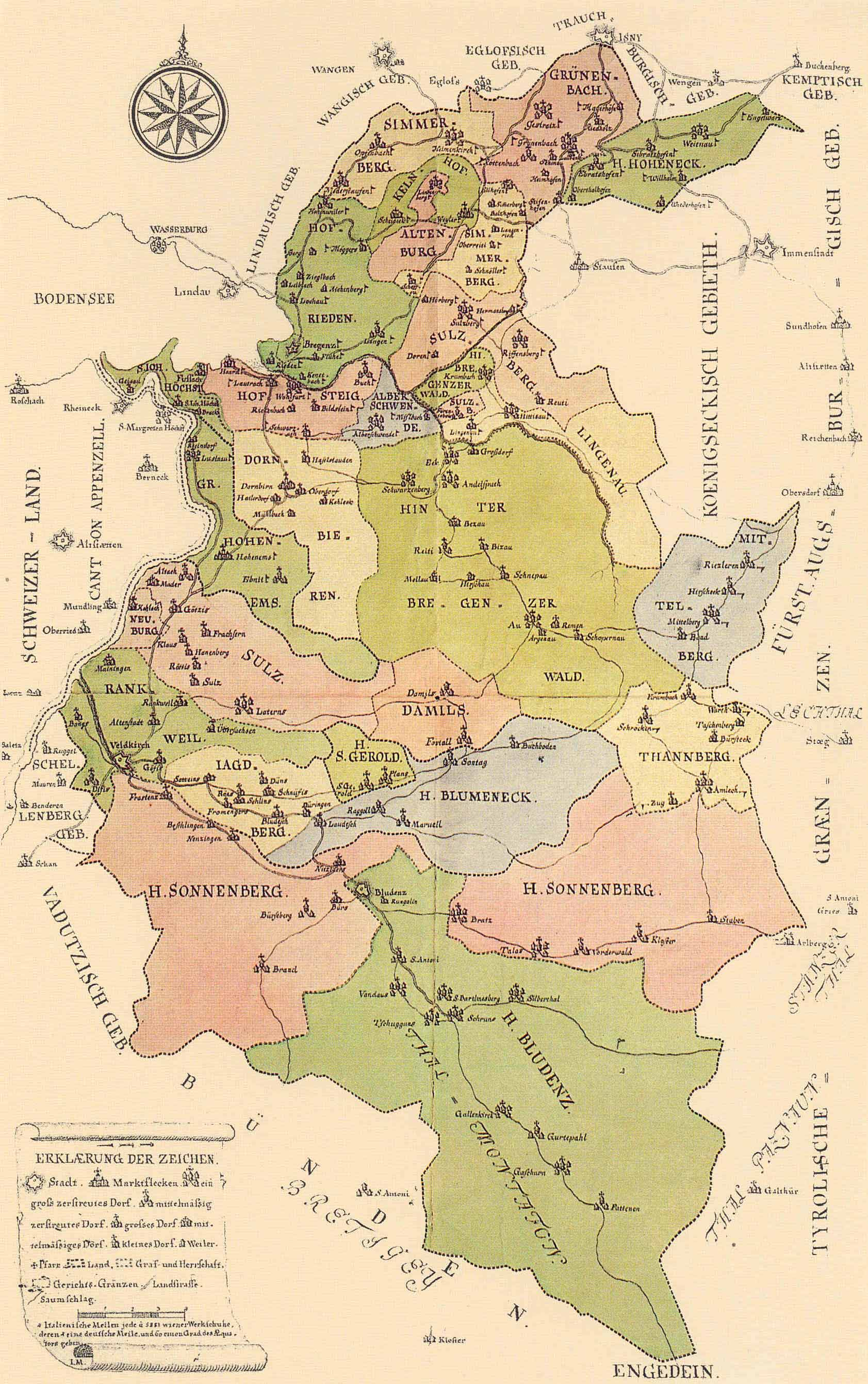

La Grosses Walsertal fu colonizzata dai Walser nel XIV secolo. Questi migrarono dall'area dell'attuale cantone svizzero del Vallese e colonizzarono anche regioni dell'odierno Cantone dei Grigioni, nonché del Principato del Liechtenstein e dell'attuale provincia del Vorarlberg (Laternsertal, Kleinwalsertal).
I documenti più antichi sull'immigrazione dei Walser nella zona della Grosses Walsertal risalgono al 1313. I conti di Montfort assegnarono loro i terreni, per lo più molto impervi e ripidi, da coltivare. Come premio per la libertà fu affidato ai Walser il compito di difendere la contea in caso di guerra e assicurare il transito dei passi. Potevano gestire la propria giurisdizione ed erano esentati dal pagamento delle tasse feudali. Quando gran parte della popolazione maschile fu uccisa nella battaglia di Frastanz nel 1499, i Walser rinunciarono alla loro libertà e divennero servi della gleba.
Dal XV secolo in poi gli Asburgo governarono il Vorarlberg e quindi anche i villaggi della Grosses Walsertal, alternativamente dal Tirolo e dall'Austria Anteriore (Freiburg im Breisgau), e da Innsbruck anche dopo il 1867, quando il Vorarlberg divenne una terra della corona. Dal Medioevo fino al XIX secolo, le comunità della Grosses Walsertal erano distribuite tra varie signorie (Herrschaften). Raggal e Sonntag appartenevano alla signoria di Blumenegg (sede a Thüringen). St. Gerold, Blons e il Thüringerberg, a quel tempo non ancora una comunità, formavano la signoria di St. Gerold. Fontanella apparteneva alla signoria di Damüls.
Dal 1805 al 1814 la Grande Valle Walser apparteneva al Regno di Baviera e dal 1814 di nuovo all'Austria. Con la riorganizzazione dei distretti giudiziari del Vorarlberg del 1806, l'intera valle fu posta sotto il nuovo tribunale distrettuale di Sonnenberg con sede a Bludenz da cui si sviluppò l'attuale distretto politico. Nel corso degli anni la signoria di Damüls fu completamente divisa, così che il territorio comunale della Grosswalsertal e di Fontanella comprendeva anche l'intero lato meridionale dell'alta valle Damülsertal dietro il Faschinajoch.
La Grosses Walsertal fece parte della zona di occupazione francese in Austria dal 1945 al 1955.
Il disastro del gennaio 1954 ha segnato la storia recente della valle. Fra il 10 e l'11 gennaio, 57 abitanti del solo comune di Blons persero la vita a causa di una valanga. 
I Walser furono agricoltori e mulattieri per secoli. Hanno praticato con successo la falciatura su ripidi pendii e l´allevamento. Inoltre ancora oggi sono maestri nella produzione del formaggio di montagna. L'antico patrimonio walser si è conservato fino ad oggi soprattutto attraverso il dialetto e il costume tradizionale.
Oggi circa 3500 persone vivono nella Grande Valle dei Walser.

## Geografia antropica
Con circa 3.400 abitanti distribuiti tra i sei comuni di Fontanella/Faschina, St. Gerold, Raggal/Marul, Sonntag/Buchboden, Thüringerberg e Blons, la valle è particolarmente poco popolata rispetto al resto del Paese; per la precisione la Grande Valle del Walser conta una densità abitativa di sole 18 persone per km2.

### Comuni
I comuni si trovano quasi tutti sul Sonnhang, la parte alta e soleggiata della valle. Partendo da nord, i comuni sono:
- Thüringerberg
- Sankt Gerold
- Blons
- Fontanella
- Sonntag
- Raggal si trova a sud del fiume Lutz

## Cultura

### Eventi

#### Walserherbst
Dal 2004 il festival culturale Walserherbst si tiene ogni due anni. Per tre settimane il festival offre incontri di arte e cultura contemporanea nel mezzo della Grosses Walsertal. Il programma include letteratura, film, musica, teatro, mostre e workshop.
La Grosses Walsertal e i suoi villaggi fanno parte del Oesterreichischer Alpenverein, ente finalizzato alla promozione di un turismo responsabile.

#### Provveditorato di St. Gerold
La prepositura Sankt Gerold, centro culturale della regione, offre concerti, letture, seminari, visite guidate e mostre.

### Musei

#### Museo Walser
L'edificio del 500 anni nel comune di Sonntag, che oggi ospita il museo del Großes Walsertal, è servito nel corso dei secoli come casa, latteria alpina, panetteria e locanda. Dal 1981, la casa, compresa la stalla, ospita un museo ed è di proprietà delle sei comunità della valle. Il museo è dedicato alla vita nella Grande Valle dei Walser dall'insediamento della valle fino ad oggi. 

#### Museo delle bambole Blons
Il museo espone una collezione dettagliata di bambole dagli anni 1860 al 1960 circa.

## Aree naturali

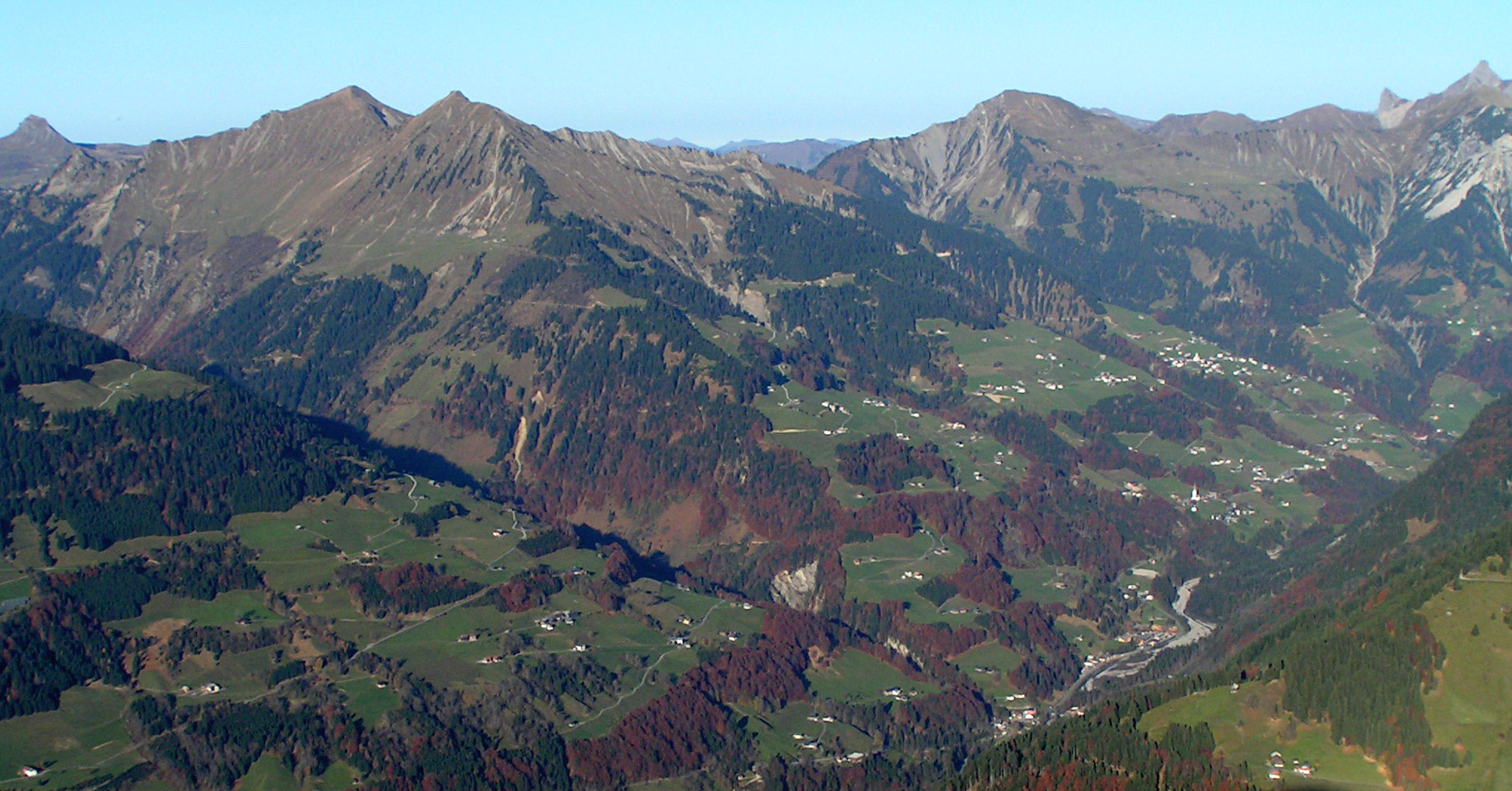
La valle Grosse Walsertal, vista dal monte Hoher Fraßen. In fondo i comuni di Sonntag e Fontaenella.

### Flora e fauna
La Grande Valle Walser è molto ricca di specie grazie alla diversità del sottosuolo geologico e alle diverse forme di utilizzo del territorio. Nei prati di montagna ricchi di erbe si può ancora trovare l'arnica protetta. Le praterie calcaree della Grande Valle dei Walser sono l'habitat ideale per la rara rosa dei cavoli. Sui prati al di sopra del limite delle foreste, i fischi stridenti della diffusa marmotta accompagnano l'escursionista. Nei prati di detriti gessosi fiorisce, tra le altre specie, il cinquefoglio alpino. Con i suoi 2.704 m di altezza, l'imponente Rote Wand non è solo la vetta più alta della valle, ma costituisce anche un ideale habitat per camosci e cervi di roccia.

### Aree protette
I comuni della valle si sono uniti per dare vita alla Riserva della Biosfera Grosses Walsertal, il primo parco naturale del Vorarlberg, zona riconosciuta e premiata dall'UNESCO. All'interno del parco uomo e natura interagiscono e si completano positivamente a vicenda. 
Nella Grande Valle dei Walser ci sono due grandi riserve naturali, la Gadental (Valle di Gaden) e la Faludriga-Nova.
La Gadental e l'Unter-Überlut sono anche annoverate come aree Natura 2000. Con questa denominazione si intende il complesso di reti di aree protette europee tutelate dalla Direttiva Flora-Fauna-Habitat e dalla Direttiva Uccelli dell'UE. Queste aree protette servono a proteggere le rive, le foreste ripariali, le zone umide e i pascoli magri, così come i ghiacciai e la regione alpina.
Inoltre si contano altre aree protette che servono a proteggere le rive, le foreste ripariali, le zone umide e i pascoli magri, nonché i ghiacciai e la regione alpina.
La risposta da parte della popolazione, come richiesto dall'UNESCO nel contesto dell'Agenda 21 locale per i parchi della biosfera, è stata eccellente. Il progetto ha vinto numerosi premi, tra cui l'European Village Renewal Award 2002, l'EDEN Award 2009 (European Destinations of Excellence) e l'European Energy Award 2019 medaglia d'oro. 

## Infrastrutture
Sul versante occidentale, la ben sviluppata Strada Faschina (ex strada statale 193, ora L 193) attraversa la valle. 
La strada lascia la valle all'altezza del passo Faschinajoch, a 1485 metri sul livello del mare, e scende attraverso il comune Damüls fino ad Au nella Bregenzerwald.
Oltre ai trasporti pubblici assicurati dai vari comuni, la Großwalsertal offre una linea alpina speciale, attiva da metà giugno a metà settembre, denominata Il Walser Alpbus che porta gli escursionisti una volta alla settimana sulle malghe in alta montagna, chiuse al traffico, dove possono proseguire gli itinerari.
Malghe servite sono: l'Alpe Steris, l'Alpe Türtsch, l'Alpe Oberüberluth e l'Alpe Iscarney. Dal lunedì al venerdì c'è un autobus alpino per l'Alpe Portla e ogni sabato e domenica l'Alpe Klesenza .

## Economia
L'intera regione vanta numerosi premi ambientali, anche a livello europeo.

### Agricoltura
La Grande Valle del Walser attribuisce grande importanza all'agricoltura rispettosa della natura. 
Circa il 40% di tutte le aziende agricole sono biologiche, a Marul addirittura il 100%, il che è valso al villaggio di montagna con il suo caseificio alpino di fregiarsi del titolo di "villaggio biologico".

### Turismo
Il turismo nella Großwalsertal è fortemente influenzato dal parco della biosfera ed è proprio grazie alla conservazione della natura che la regione attira molti turisti ogni anno. In estate, dominano attività come il trekking, la mountain bike, l'e-bike, l'arrampicata, l'equitazione, il canyoning e il motociclismo.

#### Sport invernali
Le quattro aree sciistiche (Faschina, Raggal e Sonntag-Stein) e le loro piste sono accessibili solo in misura limitata a causa delle norme ambientali. La regione Grosswaltertal si concentra sulle vacanze invernali sostenibili.
Le stazioni sciistiche della Großwalsertal sono:
- Area sciistica di Sonntag-Stein con 7 km di piste (4 blu, 3 rosse) e 2 impianti di risalita da 1.300 a 1.800 m.
- Area sciistica Raggal con 7 km di piste (4,2 blu, 2,8 rosse) e 3 impianti di risalita 1.000 - 1.300 m
- Area sciistica di Faschina con 17,5 km di piste (6 blu, 8 nere, 3,5 itinerari sciistici) e 4 impianti di risalita a 1.500 - 2.000 m
- Area sciistica Damüls - Mellau - Faschina con 109 km di piste (28 blu, 50 rosse, 10 nere, 21 itinerari sciistici) e 28 impianti di risalita a 1.430 - 2.100 m

La maggior parte degli impianti di risalita è in funzione tutto l'anno. Ulteriori informazioni sulle escursioni in estate e in inverno sono disponibili presso l'associazione Verein Großes Walsertal Tourismus situato a Bludenz .

#### Escursionismo
- Grande Sentiero Walser (o Walserweg): Questo percorso escursionistico collega i luoghi della cultura walser attraverso 25 tappe dalla Brandnertal, passando per Triesenberg, Laterns e Damüls, nella Große e Kleine Walsertal e infine il Tannberg nella Silbertal fino a Galtür. L'intero percorso del Grande Sentiero dei Walser conduce da Zermatt (CH) al Mittelberg/Kleinwalsertal.

- Via Alpina: Con le sue tappe attraverso le montagne di Lechquellen, passando per il rifugio Biberacher Hütte e la Großwalsertal (ládove corrisponde al Walserweg).

- sentiero europeo E4 dalla frazione Faschina attraverso la malga Hochschere fino al rifugio Biberacher Hütte.[15]

### Energia
Il comune di Großes Walsertal è uno dei 24 comuni in Austria (a partire da marzo 2019) che hanno ottenuto la massima distinzione del "Gemeinden e5", un progetto energetico. Il progetto e5 mira a promuovere l'attuazione di una moderna politica energetica e climatica a livello comunitario.
Nel campo tematico dello sviluppo sostenibile, la regione Grosses Walsertal punta all'autonomia energetica entro il 2030.
La regione utilizza risorse rinnovabili come l'energia idroelettrica e i sistemi fotovoltaici e genera anche energia dalla biomassa e dal teleriscaldamento.